# Luciogobius pallidus
Luciogobius pallidus је зракоперка из реда Perciformes и фамилије Gobiidae. 

## Угроженост
Подаци о распрострањености ове врсте су недовољни.

## Распрострањење
Јапан је једино познато природно станиште врсте.

## Станиште
Станиште врсте су слатководна подручја.